# Luzenberg
Luzenberg ist ein Stadtteil im Norden Mannheims, der unmittelbar an einem Arm des Altrheins liegt und zum Stadtbezirk Waldhof zählt.

## Geschichte
Luzenberg ist ein erstes Beispiel für sozialen Wohnungsbau in Deutschland. Hier erwarb die französische Glashütte Saint Gobain ein großes Fabrikgelände und errichtete 1853 bis 1855 eine Spiegelmanufaktur. Parallel zur Fabrik entstand ein Wohngebiet für rund 400 Arbeiter und ihre Angehörigen, die sogenannte „Spiegelkolonie“ oder auch „Spiegelsiedlung“. Die nötigen Facharbeiter wurden aus Frankreich geholt und lebten als Gastarbeiter in der Wohnkolonie. Die 19 Arbeiterwohnblöcke waren in kostengünstiger und platzsparender Reihenbauweise erstellt worden. Zusätzlich wurden Häuser für leitende Beamte und die Direktorenvilla erstellt. St. Gobain folgten damals zahlreiche weitere Fabriken auf den Luzenberg, wie die Drais-Fahrradwerke und die Autofabrik Carl Benz & Cie. Gemeinsam sorgten sie dafür, dass das größte geschlossene Industriegebiet Mannheims entstand.
Auch die Fußballlegende Sepp Herberger, der spätere Bundestrainer und Fußballweltmeister von 1954, wurde 1897 in der Spiegelsiedlung geboren. Eine Gedenktafel erinnert noch heute an Luzenbergs berühmtesten Bewohner. In den 1960er Jahren wurde die Siedlung fast vollständig abgerissen. Nachdem auch die letzten Gebäude zu verfallen drohten, konnte die Finanzierung einer Sanierung der Objekte erreicht werden, welche 2005 abgeschlossen wurde.
Im südwestlichen Bereich des Stadtteils, angrenzend an die Stadtteile Neckarstadt-West und Neckarstadt-Ost, befand sich das Gaswerk, das von 1900 bis 1968 in Betrieb war. Heute existiert – unmittelbar außerhalb des Luzenberg-Gebiets – nur noch die Gaswerksiedlung. Die Gebäude mit roten Klinkerfassaden wurden kurz nach dem Ersten Weltkrieg als Arbeiterwohnungen errichtet, um durch die räumliche Nähe zu der seit 1911 einzigen Gasquelle der Stadt in kritischen Situationen schnell reagieren zu können.

## Politik
Luzenberg gehört zum Stadtbezirk Waldhof. Dieser hat gemäß Hauptsatzung der Stadt Mannheim einen Bezirksbeirat, dem zwölf dort wohnende Bürger angehören. Sie sind zu wichtigen Angelegenheiten, die den Stadtbezirk betreffen, zu hören und beraten die örtliche Verwaltung sowie Ausschüsse des Gemeinderats.
| Partei           | 2009 | 2004 | 1999 | 1994 |
| ---------------- | ---- | ---- | ---- | ---- |
| CDU              | 4    | 4    | 6    | 6    |
| SPD              | 7    | 6    | 6    | 4    |
| GRÜNE            | 1    | 1    | 0    | 1    |
| Mannheimer Liste | 0    | 1    | 0    | 0    |

## Kultur

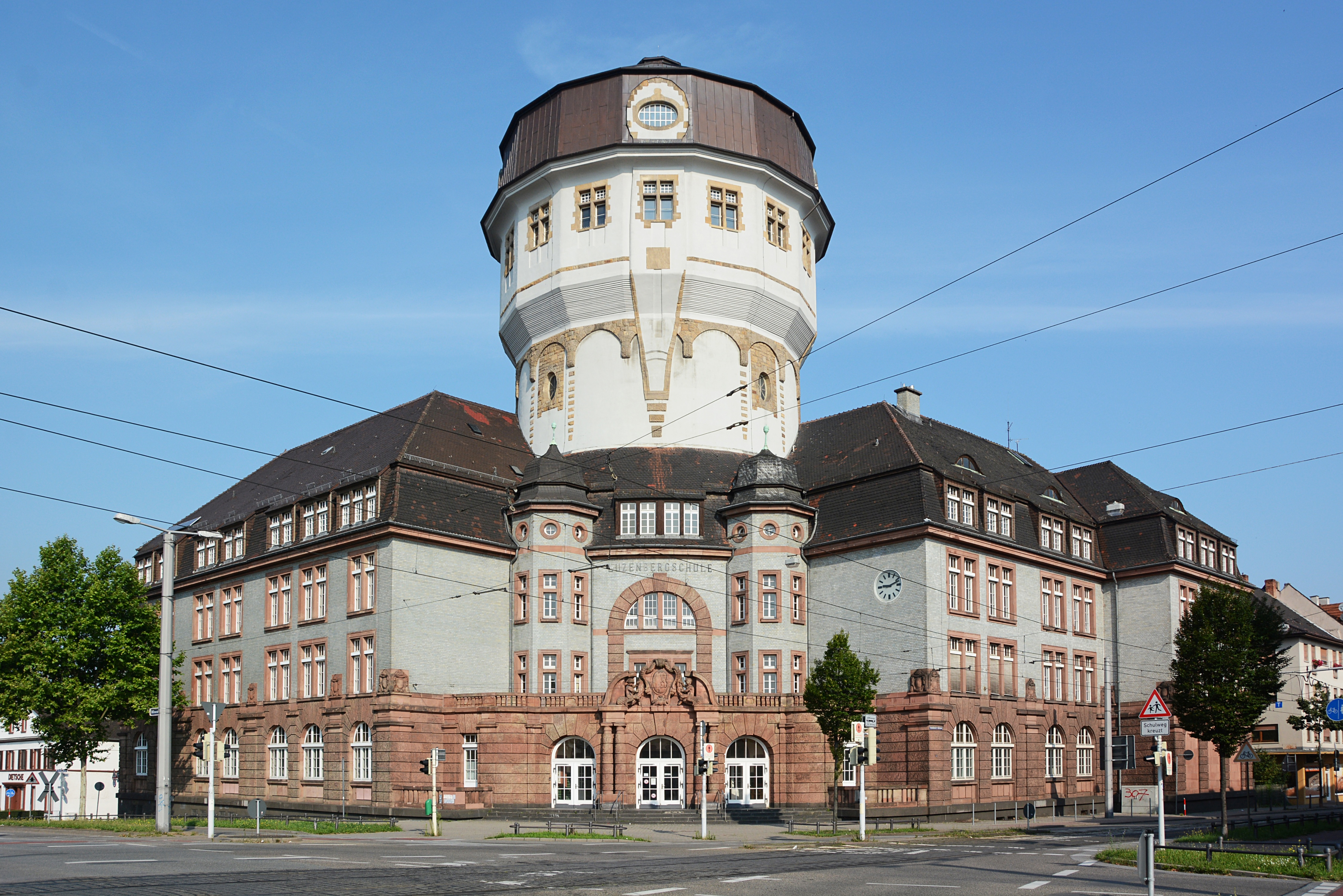
Luzenbergschule mit Wasserturm

Auffällig und beeindruckend ist das Gebäude der Luzenbergschule. 1909 wurde auf diesem Gelände der zweite städtische Wasserturm errichtet. Bereits 1914 wurde er jedoch umgebaut und um ihn herum entstand das Schulgebäude. Während der Wasserturm Luzenberg damals noch als solcher genutzt wurde, entschied man sich 1976, ihn stillzulegen und nur noch als Teil der Schule zu nutzen. Zahlreiche Schüler lernen seit fast 100 Jahren in einer einzigartigen Atmosphäre. Auf jedem Stockwerk des Schulgebäudes befanden sich Wasserbrunnen, der Boden des Wasserturms dient als Aufenthaltsraum und Cafeteria.

## Wirtschaft und Infrastruktur
Die Wohnbebauung nimmt nur einen kleinen Teil des Stadtteils ein. Ein Großteil der Fläche ist durch Teile des Mercedes-Benz-Werks Mannheim der Daimler AG belegt, die in Mannheim eine Eisengießerei, ein Motorenwerk von Daimler Trucks sowie ein Karosseriewerk von EvoBus betreibt. Die für Luzenberg geschichtlich bedeutsame französische Glashütte von 1853 war noch bis Ende 2020 als Werk der Compagnie de Saint-Gobain präsent. Im Juni 2020 kündigte die Firma an, die Produktion in Mannheim spätestens Mitte 2021 einzustellen, da sich der Standort mangels Nachfrage nach dem dort produzierten Glas nicht mehr wirtschaftlich betreiben lasse. Schließlich wurde die Produktion in Mannheim bereits zum Jahresende 2020 eingestellt. Mit Schaller & Partner befindet sich auch die größte Werbeagentur Baden-Württembergs in Luzenberg.
Durch den Stadtteil führt als Hauptverkehrsader die Bundesstraße 44 (B 44), die die Innenstadt mit dem Mannheimer Norden verbindet. Entlang der B 44 verläuft die Westliche Einführung der Riedbahn, auf der heute Regionalzüge des Verkehrsverbundes Rhein-Neckar sowie drei ICE-Linien, die Süddeutschland mit Berlin, Hamburg, Köln und Dortmund verbinden, verkehren. An den öffentlichen Personennahverkehr ist Luzenberg durch zwei Straßenbahnlinien und zwei Stadtbuslinien der RNV angebunden, die sich am sog. „Luzenbergknoten“ treffen.

## Stadtteilleben
Luzenberg ist eine traditionsreiche Arbeitersiedlung mit viel Grün und schönen historischen Gebäuden wie der „Ärztevilla“ in der Luzenbergstraße. Diese Doppelvilla im Jugendstil, die 1985 unter Denkmalschutz gestellt wurde, entstand 1909 nach den Plänen des Dresdener Architekten Oswin Hempel für die beiden Ärzte Hans Gruber und Heinrich Hubach. Auch der Spiegelpark lädt nicht nur die Kleinsten zum Spielen ein; das Denkmal und die Grotte sind für alle Altersklassen interessant. Zudem engagieren sich im Stadtteilverein „Wir am Luzenberg“ viele Bürger, um ein Miteinander von Jung und Alt nationenübergreifend zu schaffen und gemeinsam Veranstaltungen zu planen. Das Miteinander im Stadtteil ist zudem bei gemeinsamen Veranstaltungen mit der Griechisch-Orthodoxen Gemeinde auf dem Luzenberg zu erleben. Auch die zweitägige Kerwe am Luzenberg ist sehr beliebt. In der Gaststätte Spiegelschlöss’l, der ehemaligen Kantine der Spiegelfabrik, die aufgrund ihrer Fußballikonen Kult ist, wird sie gefeiert.